# Soukromý statek
Soukromý statek (privátní statek) je statek, jehož spotřeba je plně dělitelná mezi jednotlivé spotřebitele a celková spotřeba tohoto statku je sumou spotřeb jednotlivých spotřebitelů. Trh s privátními statky funguje na tzv. vylučovacím principu, což znamená, že u tohoto typu statku lze provést vyloučení ze spotřeby okamžitě – zboží se předává až po zaplacení. A protože spotřeba tohoto privátního statku je dělitelná mezi jednotlivými spotřebiteli, není možné, aby jeden a tentýž privátní statek byl spotřebováván zároveň dvěma či více spotřebiteli. Spotřeba privátního statku je tedy nejen dělitelná, vyloučitelnost ze spotřeby realizovatelná, ale navíc je rivalitní, což znamená, že jednotliví spotřebitelé mezi sebou navzájem soutěží.
|             | Vylučitelné                                       | Nevylučitelné                                         |
| ----------- | ------------------------------------------------- | ----------------------------------------------------- |
| Rivalitní   | Soukromé statky potraviny, oblečení, auta         | Smíšené statky ryby v moři, uhlí, plná silnice        |
| Nerivalitní | Klubové statky golfová hřiště, kina, satelitní TV | Veřejné statky vzduch, bezpečnost, pouliční osvětlení |